# مدرسه معادن کلرادو
مدرسه معادن کلرادو (انگلیسی: Colorado School of Mines) معروف به ماینز دانشگاه آموزشی و پژوهشی دولتی کوچکی در گلدن، کلرادو است که به مهندسی و علوم کاربردی اختصاص دارد. تخصص این دانشگاه در توسعه و مدیریت منابع طبیعی زمین است. در رتبه‌های بندی‌های دانشگاه‌های جهان کیواس از ۲۰۱۶ تا ۲۰۱۹، این دانشگاه به عنوان نهاد عالی در جهان در رشته‌های کانه‌آرایی و مهندسی معدن قرار گرفته‌است.

## رتبه‌بندی‌ها
- ۳۸م در «برترین دانشگاه‌های دولتی» یواس نیوز اند ورلد ریپورت، ۲۰۱۵
- ۳۵م در «برترین مدارس عالی مهندسی» یواس نیوز اند ورلد ریپورت، ۲۰۱۵

|  |  |  |